# Numerio Vibio Sereno
Numerio Vibio Sereno  fue un político romano del Alto Imperio perteneciente a la gens Vibia. Fue desterrado a la isla de Amorgos acusado de vi publica en tiempos de Tiberio.

## Carrera pública
Debió ocupar la pretura en el año 16 y se le encomendó el gobierno de la Bética donde distribuyó el senatusconsultum del juicio contra Cneo Calpurnio Pisón.
Fue acusado de conducta irregular por los provinciales béticos y condenado al exilio en la isla de Amorgos según la Lex Iulia de Vi Publica en el año 23. Sin embargo, al año siguiente fue traído de vuelta a Roma porque su hijo lo acusó de conjurarse contra el emperador, acusación que después se descubrió falsa.